# Microtus oregoni
Microtus oregoni е вид бозайник от семейство Хомякови (Cricetidae).

## Разпространение
Видът е разпространен в Канада (Британска Колумбия) и САЩ (Вашингтон, Калифорния и Орегон).